# Pallavolo Donoratico 2008-2009
Questa voce raccoglie le informazioni riguardanti la Pallavolo Donoratico nelle competizioni ufficiali della stagione 2008-2009.

## Organigramma societario
Area direttiva
- Presidente: Daniele Gozzoli

Area tecnica
- Allenatore: Alessandro Menicucci
- Allenatore in seconda: Fabrizio Sella
- Scout man: Marco Innocenti (dal 17 novembre 2008), Stefano Zangheri (dal 18 novembre 2008)

Area sanitaria
- Medico: Fabrizio Rossi
- Fisioterapista: Simone Donati
- Preparatore atletico: Livio Mattanini

## Rosa
| N° | Nome                  | Ruolo | Data di nascita   | Nazionalità sportiva |
| -- | --------------------- | ----- | ----------------- | -------------------- |
| 1  | Elena García          | S     | 12 agosto 1979    | Spagna               |
| 2  | Kathy Radzuweit       | C     | 2 marzo 1982      | Germania             |
| 3  | Ombretta Nannini      | S     | 11 dicembre 1973  | Italia               |
| 4  | Elisa Rocca           | S     | 23 gennaio 1986   | Italia               |
| 5  | Giulia Fidanzi        | S     | 15 febbraio 1988  | Italia               |
| 6  | Silvia Giovannelli    | C     | 11 gennaio 1981   | Italia               |
| 7  | Shana Floris          | L     | 12 ottobre 1992   | Italia               |
| 8  | Sara Cruschelli       | L     | 15 dicembre 1979  | Italia               |
| 9  | Liana Filippi         | S     | 10 maggio 1976    | Italia               |
| 10 | Cinzia Callegaro      | P     | 2 luglio 1975     | Italia               |
| 11 | Alessandra Castellano | C     | 23 settembre 1982 | Italia               |
| 12 | Emma Zanolla          | S     | 21 gennaio 1982   | Italia               |
| 15 | Giorgia Luzzi         | P     | 16 febbraio 1989  | Italia               |